# Marcus Aurélio de Carvalho
Marco Aurélio de Carvalho é um jornalista e radialista brasileiro que foi repórter e comunicador da Super Rádio Tupi, âncora da Rede CBN e gerente da Rádio Globo de São Paulo, além de apresentador da Bradesco Esportes FM no Rio de Janeiro. Foi o primeiro jornalista esportivo com baixa visão a ganhar destaque em emissoras de grande porte e, principalmente no início de sua carreira, atuou para ajudou a romper o estigma desses profissionais.
O jornalista é deficiente visual e, em entrevista, descreveu que sua visão é monocular: "enxergo apenas com o olho esquerdo, porém, na visão é tudo bem pequeno e distante, como se fosse olhando por um tubo e é tremido também, por conta do nistagmo que é uma movimentação veloz e involuntária do olho. Tenho 10% da visão".

## Carreira
Marco Aurélio de Carvalho graduou-se em Jornalismo e iniciou sua carreira na Rádio Roquette Pinto em 1981. O seu primeiro emprego foi resultado de uma ousadia: ao descobrir que o jornalista responsável pelo programa esportivo da rádio havia faltado, foi à emissora e se voluntariou a apresentar.
Em 1996 passou a trabalhar nas Organizações Globo, passando os primeiros seis anos na Rádio CBN e indo para a Globo em 2002. Em 2002 assumiu o programa Quintal da Globo, foi gerente executivo da Rádio Globo no Rio de Janeiro e em São Paulo. A partir de 2014 foi para a Rádio MEC 800AM para apresentar o programa Todas as Vozes, que transmite conteúdo colaborativo, áudios marcantes do rádio brasileiro e dicas sobre inclusão das pessoas com deficiência.

## Narração do Carnaval 2015
Em 2015 o jornalista narrou o desfile de Carnaval e fez o que definiu como “uma narração audiodescritiva dos desfiles. Pedi a um dos comentaristas que descrevesse todas as alas. Imagina o que é, para uma pessoa de baixa visão ou um cego total, alguém narrar aquela riqueza de cores?” .

## UNIRR
Marco Aurélio de Carvalho é coordenador da UNIRR (União de Redes de Radiodifusão pela Democracia), ONG fundada em 1999 que trabalha a inclusão social e cuja missão é “Capacitar, assessorar e apoiar as instituições e indivíduos que usam ou queiram usar o rádio ou outros meios de comunicação para promover a construção de uma sociedade democrática e inclusiva”. 